# Oliver Twist
Oliver Twist je roman Charlesa Dickensa. Bio je prvotno objavljen u izdavačkoj kući Bentley's Miscellany kao roman u nastavcima, s time da se prvi nastavak pojavio u veljači 1837. i objavljivao jednom mjesečno do travnja 1839. George Cruikshank je svaki mjesec crtao ilustracije za po jedan nastavak.
Oliver Twist smatra se prvim romanom na engleskom jeziku, čiji je glavni lik dijete te je poznat po Dickensovom ne-romantičnom portretu kriminalaca i njihovih prljavih života. Podnaslov knjige, The Parish Boy's Progress je aluzija na Bunyanov The Pilgrim's Progress te niz popularnih karikatura koje je u 18. stoljeću crtao William Hogarth.
Kao rani primjer socijalnog romana, knjiga je nastojala javnost upozoriti na niz tadašnjih društvenih nedaća, uključujući Zakon o siromasima prema kome su siromasi morali raditi, dječji rad kao i regrutiranje djece kao kriminalaca. Dickens ismijava licemjerje svog vremena tako što ozbiljne teme romana okružuje sarkazmom i crnim humorom. Neki smatraju, da je kao inspiracija za roman poslužio Robert Blincoe, siroče čija su svjedočanstva o teškom životu djeteta-radnika u tekstilnom mlinu bili rado čitana 1830.-ih. 
Oliver Twist bio je predmetom brojnih filmskih i televizijskih adaptacija, kao i iznimno uspješnog mjuzikla Oliver!. Među novijim adaptacijama je istoimeni film iz 2005.